# 順單于 (助)
助（？—11年），挛鞮氏，被王莽立為順單于，烏累若鞮單于的儿子，是新朝時期匈奴單于。

## 生平
助和父亲咸在公元11年被王莽诱骗至中原，王莽拜咸为孝单于，拜助为顺单于，赐黄金五百斤；以期对抗当时匈奴的大单于烏珠留若鞮單于。派人将助、他弟弟登送至常安作为人质。不久助病逝，再立登为顺单于。